# Atlético Huila
Maillots
Actualités
Le Club Deportivo Atlético Huila est un club de football colombien basé à Neiva. 

## Palmarès
| Compétitions nationales                                                         | Compétitions internationales |
| - Championnat de Colombie de deuxième division (2) : - Champion : 1992 et 1997. | Aucun                        |

## Section féminine
Le club possède également une équipe de football féminine qui voit le jour en 2016 et qui remporte son premier trophée en gagnant la Copa Libertadores féminine en 2018.